# Liste der Kulturdenkmale im Saale-Holzland-Kreis

Aufteilung des Landkreises in einzelne Gemeinden

Wappen des Landkreises

Die Liste der Kulturdenkmale im Saale-Holzland-Kreis listet die Kulturdenkmale im ostthüringischen Saale-Holzland-Kreis, aufgelistet nach einzelnen Gemeinden. Die Angaben in den einzelnen Listen ersetzen nicht die rechtsverbindliche Auskunft der zuständigen Denkmalschutzbehörde.

## Aufteilung
Wegen der großen Anzahl von Kulturdenkmalen im Saale-Holzland-Kreis ist diese Liste in Teillisten nach den 93 Städten und Gemeinden aufgeteilt.
| Stadt/Gemeinde           | Karte | Kulturdenkmale                             | Bild eines Denkmals          |
| ------------------------ | ----- | ------------------------------------------ | ---------------------------- |
| Albersdorf               |       | Kulturdenkmale in Albersdorf               | Kirche                       |
| Altenberga               |       | Kulturdenkmale in Altenberga               | Herrenhaus                   |
| Bad Klosterlausnitz      |       | Kulturdenkmale in Bad Klosterlausnitz      | Waldhaus                     |
| Bibra                    |       | Kulturdenkmale in Bibra                    | Kirche                       |
| Bobeck                   |       | Kulturdenkmale in Bobeck                   | Pechofen                     |
| Bremsnitz                |       | Kulturdenkmale in Bremsnitz                | Kirche                       |
| Bucha                    |       | Kulturdenkmale in Bucha                    | Kirche                       |
| Bürgel                   |       | Kulturdenkmale in Bürgel                   | Keramikmuseum                |
| Crossen                  |       | Kulturdenkmale in Crossen                  | Elsterbrücke                 |
| Dornburg-Camburg         |       | Kulturdenkmale in Dornburg-Camburg         | Rokoko-Schloss               |
| Eichenberg               |       | Kulturdenkmale in Eichenberg               | Gefallenendenkmal            |
| Eineborn                 |       | Kulturdenkmale in Eineborn                 | Dorfkirche                   |
| Eisenberg                |       | Kulturdenkmale in Eisenberg                | Schlagksches Haus            |
| Frauenprießnitz          |       | Kulturdenkmale in Frauenprießnitz          | Orgel der Dorfkirche         |
| Freienorla               |       | Kulturdenkmale in Freienorla               | Bahnhof                      |
| Geisenhain               |       | Kulturdenkmale in Geisenhain               |                              |
| Gneus                    |       | Kulturdenkmale in Gneus                    | Kirche                       |
| Golmsdorf                |       | Kulturdenkmale in Golmsdorf                | Kirche                       |
| Gösen                    |       | Kulturdenkmale in Gösen                    | Gutshaus                     |
| Graitschen               |       | Kulturdenkmale in Graitschen               | Bahnhofsanlage               |
| Großbockedra             |       | Kulturdenkmale in Großbockedra             | Gutshaus                     |
| Großeutersdorf           |       | Kulturdenkmale in Großeutersdorf           | Kirche                       |
| Großlöbichau             |       | Kulturdenkmale in Großlöbichau             | Kirche                       |
| Großpürschütz            |       | Kulturdenkmale in Großpürschütz            | Kirche                       |
| Gumperda                 |       | Kulturdenkmale in Gumperda                 | Rittergut / Schloss          |
| Hainichen                |       | Kulturdenkmale in Hainichen                |                              |
| Hainspitz                |       | Kulturdenkmale in Hainspitz                | Dorfkirche Hainspitz         |
| Hartmannsdorf            |       | Kulturdenkmale in Hartmannsdorf            | Das Schloss                  |
| Heideland                |       | Kulturdenkmale in Heideland                | Dorfkirche Lindau            |
| Hermsdorf                |       | Kulturdenkmale in Hermsdorf                |                              |
| Hummelshain              |       | Kulturdenkmale in Hummelshain              |                              |
| Jenalöbnitz              |       | Kulturdenkmale in Jenalöbnitz              |                              |
| Kahla                    |       | Kulturdenkmale in Kahla                    |                              |
| Karlsdorf                |       | Kulturdenkmale in Karlsdorf                |                              |
| Kleinbockedra            |       | Kulturdenkmale in Kleinbockedra            |                              |
| Kleinebersdorf           |       | Kulturdenkmale in Kleinebersdorf           |                              |
| Kleineutersdorf          |       | Kulturdenkmale in Kleineutersdorf          |                              |
| Laasdorf                 |       | Kulturdenkmale in Laasdorf                 |                              |
| Lehesten                 |       | Kulturdenkmale in Lehesten                 |                              |
| Lindig                   |       | Kulturdenkmale in Lindig                   |                              |
| Lippersdorf-Erdmannsdorf |       | Kulturdenkmale in Lippersdorf-Erdmannsdorf |                              |
| Löberschütz              |       | Kulturdenkmale in Löberschütz              |                              |
| Mertendorf               |       | Kulturdenkmale in Mertendorf               | Die Dorfkirche               |
| Meusebach                |       | Kulturdenkmale in Meusebach                |                              |
| Milda                    |       | Kulturdenkmale in Milda                    |                              |
| Möckern                  |       | Kulturdenkmale in Möckern                  | Fachwerkbauernhof            |
| Mörsdorf                 |       | Kulturdenkmale in Mörsdorf                 | Blick zur Dorfkirche         |
| Nausnitz                 |       | Kulturdenkmale in Nausnitz                 |                              |
| Neuengönna               |       | Kulturdenkmale in Neuengönna               |                              |
| Oberbodnitz              |       | Kulturdenkmale in Oberbodnitz              |                              |
| Orlamünde                |       | Kulturdenkmale in Orlamünde                |                              |
| Ottendorf                |       | Kulturdenkmale in Ottendorf                |                              |
| Petersberg               |       | Kulturdenkmale in Petersberg               | Die Kirche St.Peter und Paul |
| Poxdorf                  |       | Kulturdenkmale in Poxdorf                  |                              |
| Rattelsdorf              |       | Kulturdenkmale in Rattelsdorf              |                              |
| Rauda                    |       | Kulturdenkmale in Rauda                    |                              |
| Rauschwitz               |       | Kulturdenkmale in Rauschwitz               | Die Dorfkirche St. Jakob     |
| Rausdorf                 |       | Kulturdenkmale in Rausdorf                 |                              |
| Reichenbach              |       | Kulturdenkmale in Reichenbach              | Fachwerkhof                  |
| Reinstädt                |       | Kulturdenkmale in Reinstädt                |                              |
| Renthendorf              |       | Kulturdenkmale in Renthendorf              | Die Dorfkirche               |
| Rothenstein              |       | Kulturdenkmale in Rothenstein              |                              |
| Ruttersdorf-Lotschen     |       | Kulturdenkmale in Ruttersdorf-Lotschen     | Dorfkirche Ruttersdorf       |
| Scheiditz                |       | Kulturdenkmale in Scheiditz                |                              |
| Schkölen                 |       | Kulturdenkmale in Schkölen                 | Die Wasserburg               |
| Schleifreisen            |       | Kulturdenkmale in Schleifreisen            |                              |
| Schlöben                 |       | Kulturdenkmale in Schlöben                 |                              |
| Schöngleina              |       | Kulturdenkmale in Schöngleina              |                              |
| Schöps                   |       | Kulturdenkmale in Schöps                   |                              |
| Seitenroda               |       | Kulturdenkmale in Seitenroda               |                              |
| Serba                    |       | Kulturdenkmale in Serba                    | Dorfkirche                   |
| Silbitz                  |       | Kulturdenkmale in Silbitz                  |                              |
| Stadtroda                |       | Kulturdenkmale in Stadtroda                |                              |
| St. Gangloff             |       | Kulturdenkmale in St. Gangloff             | Die Pfarrkirche              |
| Sulza                    |       | Kulturdenkmale in Sulza                    |                              |
| Tautenburg               |       | Kulturdenkmale in Tautenburg               |                              |
| Tautendorf               |       | Kulturdenkmale in Tautendorf               |                              |
| Tautenhain               |       | Kulturdenkmale in Tautenhain               |                              |
| Thierschneck             |       | Kulturdenkmale in Thierschneck             | Die Dorfkirche               |
| Tissa                    |       | Kulturdenkmale in Tissa                    | Vierseithof in Ulrichswalde  |
| Tröbnitz                 |       | Kulturdenkmale in Tröbnitz                 |                              |
| Trockenborn-Wolfersdorf  |       | Kulturdenkmale in Trockenborn-Wolfersdorf  |                              |
| Unterbodnitz             |       | Kulturdenkmale in Unterbodnitz             |                              |
| Waldeck                  |       | Kulturdenkmale in Waldeck                  |                              |
| Walpernhain              |       | Kulturdenkmale in Walpernhain              |                              |
| Waltersdorf              |       | Kulturdenkmale in Waltersdorf              |                              |
| Weißbach                 |       | Kulturdenkmale in Weißbach                 |                              |
| Weißenborn               |       | Kulturdenkmale in Weißenborn               | Meuschkensmühle              |
| Wichmar                  |       | Kulturdenkmale in Wichmar                  |                              |
| Zimmern                  |       | Kulturdenkmale in Zimmern                  |                              |
| Zöllnitz                 |       | Kulturdenkmale in Zöllnitz                 |                              |